# Молодёжная улица (Балашиха)
Молодёжная улица — улица города Балашиха Московской области.

## Описание
Улица расположена в микрорайоне Балашиха-1, начинается от светофора на улице Советская, в месте изменения направления последней (при движении с юга) с северного на северо-восточное. Идёт перпендикуляпно ей в западном направлении. Минует примыкающую к ней с юга улицу Карла Маркса, и, не доходя полквартала до улицы Победы, поворачивает на юг, превращаясь во внутриквартальный проезд. Заканчивается большим сквером между домом культуры, котельной и школой.
Нумерация домов — от улицы Советская. К северу от Молодёжной улицы расположен квартал почти параллельной ей  улицы Мира. Ещё севернее а кварталом и линией гаражей проходит Объездное шоссе и расположена железнодорожная платформа Горенки на участке Реутово — Балашиха линии Московской железной дороги

## Исторические здания
Бывший дом культуры «Спутник» (ул. Молодёжная, дом 9) — первое послевоенное капитальное здание с комплексным обустройством территории в этом микрорайоне. Стало градообразующим элементом в сплошной застройке из деревянных рабочих бараков, которые со временем были заменены 3-5-этажными зданиями. Так сформировались продолжения улиц Победы и Карла Маркса.
После закрытия в начале 2000-х здание было заброшено, перенесло несколько возгораний. В настоящее время здание снесено, место огорожено забором, начата стройка жилого дома в 2 корпуса, между которыми будет расположен развлекательный центр. Окружающая территория, ранее хорошо оборудованная зона отдыха в виде скверов с аллеями, скамейками, декоративными оградами и клумбами с вазонами, также запущена.